# Syndrome de Sheehan
 Mise en garde médicale
Le syndrome de Sheehan est une nécrose de l'hypophyse secondaire à une hémorragie du post-partum ou à un traumatisme crânien. Le premier symptôme classiquement décrit est l'absence de montée laiteuse dans le post-partum. Il y a ensuite une insuffisance anté-hypophysaire.
Actuellement, le syndrome de Sheehan est rare en France, d'abord parce que l'encadrement médical de l'accouchement permet d'éviter ou de traiter les hémorragies du post-partum et ensuite car il est possible que de nombreux cas de syndrome de Sheehan soient en fait des hypophysites lymphocytaires.